# Lator állam
A lator állam kifejezés az angol rogue state fordítása (más fordításban: vadállam), az Amerikai Egyesült Államokban használják az olyan országokra, amelyeket Washington felvett a terrorizmust támogató államok listájára.

## A lator állam mibenléte
A lator állam kifejezés tulajdonképpen egy megbélyegzés az adott államra nézve, és azt jelenti, hogy az ott hatalmon lévő kormány a nyílt Amerika-ellenes politizálás mellett olyan tevékenységeket illetve erőszakos cselekményeket támogat, amelyek célja az amerikai politikai befolyás gyengítése. Ezért az amerikai kormány legitimnek tekint minden eszközt a védekezésre, ugyanakkor hangsúlyozza, hogy bármikor kész tárgyalni, ha az illető állam revideálja az Amerika-ellenes politikáját.

## A terminológia története
A Clinton-éra utolsó hat hónapjában a „rogue state” kifejezést a kommunikációban kicserélték a „state of concern” (~aggályos állam) terminussal, de a Bush-adminisztráció visszatért a korábbi terminológiához. Az 1990-es évek végén a lator államok hivatalos listáján Észak-Korea, Pakisztán, Irak, Irán, Afganisztán és Líbia szerepelt.
Később, a szeptember 11-ei támadást követő amerikai-pakisztáni együttműködésnek köszönhetően Pakisztánt levették, Afganisztán, majd Irak pedig amerikai megszállásuk következtében kerültek le a listáról. Líbia diplomáciai úton érte el, hogy ne legyen tagja a lator államok listájának.
A „lator állam” koncepciót a Bush adminisztráció egy új koncepcióra cserélte, ez az „Axis of Evil” (kb. a gonoszok tengelye), amelyet először Bush elnök használt a 2002. januári State of the Union előadáson tartott beszédében. A gonoszok tengelyében Irak, Irán és Észak-Korea szerepelnek.

## Külső hivatkozások
- ,  William Blum: Rogue State. A Guide to the World's Only Superpower (Lator állam: Útikalauz a világ egyetlen szuperhatalmához), Amazon, 2001, ISBN 1567513743.
- [halott link] Dr. Rostoványi Zsolt: A közel-keleti konfliktusok hatása a világ és Magyarország biztonságára, Budapest, 2004.
- Emmanuel Todd: Après l'Empire (A birodalom után. Tanulmány az amerikai rendszer szétbomlásáról), Gallimard, Párizs, 2003.
- (pdf),  (html) Bolgár Judit – Szternák György: A terrorizmus társadalmi és személyiség-lélektani háttere, tanulmány, Zrínyi Miklós Nemzetvédelmi Egyetem (ZMNE).